# Parkijaure
Parkijaure är en sjö i Jokkmokks kommun i Lappland och ingår i Luleälvens huvudavrinningsområde. Sjön är 34 meter djup, har en yta på 21,1 kvadratkilometer och befinner sig 296 meter över havet. Sjön avvattnas av vattendraget Lilla Luleälven (Tarraätno). Vid provfiske har abborre, gädda och sik fångats i sjön.

## Delavrinningsområde
Parkijaure ingår i det delavrinningsområde (740843-164891) som SMHI kallar för Utloppet av Parkijaure. Medelhöjden är 345 meter över havet och ytan är 64,28 kvadratkilometer. Räknas de 262 avrinningsområdena uppströms in blir den ackumulerade arean 4 892,5 kvadratkilometer. Lilla Luleälven (Tarraätno) som avvattnar avrinningsområdet har biflödesordning 2, vilket innebär att vattnet flödar genom totalt 2 vattendrag innan det når havet efter 218 kilometer. Avrinningsområdet består mestadels av skog (61 procent). Avrinningsområdet har 21,86 kvadratkilometer vattenytor vilket ger det en sjöprocent på 34 procent.